# Anupama Chopra
Anupama Chopra (Kolkata, 23 de fevereiro de 1967) é uma escritora, jornalista, crítica de cinema e cineasta indiana.